# Староамирово
Староамирово (баш. Иҫке Әмир) — деревня в Благоварском районе Башкортостана, относится к Первомайскому сельсовету. 

## Население
| 2002 | 2009 | 2010 |
| ---- | ---- | ---- |
| 17   | ↗20  | ↘17  |

Согласно переписи 2002 года, преобладающая национальность — башкиры (94 %).

## Географическое положение
Расстояние до:
- районного центра (Языково): 31 км
- центра сельсовета (Первомайский): 10 км
- ближайшей ж/д станции (Буздяк): 16 км

## Известные уроженцы
- Давлятов, Бакир Рахимович — Герой Советского Союза.